# Отворено првенство Катара за жене 2012.
Отворено првенство Катара 2012. је био професионални тениски турнир за жене који се играо на отвореним теренима са тврдом подлогом. Турнир се играо десети пут, у Дохи, у Катару, од 13. до 19. фебруара.

## Учеснице

### Носиоци
| Држава      | Тенисерка               | Пласман1 | Носилац |
| ----------- | ----------------------- | -------- | ------- |
| Бјелорусија | Викторија Азаренка      | 1        | 1       |
| Данска      | Каролина Возњацки       | 4        | 2       |
| Аустралија  | Саманта Стосур          | 5        | 3       |
| Пољска      | Агњешка Радвањска       | 6        | 4       |
| Француска   | Марион Бартоли          | 7        | 5       |
| Русија      | Вера Звонарјова         | 8        | 6       |
| Италија     | Франческа Скјавоне      | 11       | 7       |
| Србија      | Јелена Јанковић         | 13       | 8       |
| Њемачка     | Забине Лизики           | 14       | 9       |
| Русија      | Анастасија Пављученкова | 15       | 10      |
| Словачка    | Доминика Цибулкова      | 16       | 11      |
| Кина        | Пенг Шуеј               | 17       | 12      |
| Србија      | Ана Ивановић            | 18       | 13      |
| Русија      | Светлана Кузњецова      | 19       | 14      |
| Словачка    | Данијела Хантухова      | 20       | 15      |
| Њемачка     | Јулија Гергес           | 21       | 16      |

- 1 Пласман на ВТА листи од 6. фебруара 2012.

### Остале учеснице
Тенисерке које су добиле специјалну позивницу за учешће на турниру:
- Фатма ал Набхани
- Онс Јабеур
- Нађа Лалами

Тенисерке које су до главног жреба дошле играјући квалификације:
- Катерина Бондаренко
- Вера Душевина
- Каролина Гарсија
- Ен Киотавонг
- Варвара Лепченко
- Уршула Радвањска
- Виржини Разано
- Александра Вознијак

## Побједнице

### Појединачно
Викторија Азаренка је побиједила Саманту Стосур, 6–1, 6–2.

### Парови
Лизел Хубер и  Лиса Рејмонд су побиједиле  Абигејл Спирс и  Ракел Копс-Џоунс, 6–3, 6–1.